# Campionato Paraibano
Il Campeonato Paraibano è il campionato di calcio dello stato di Paraíba, in Brasile. Si svolge dal 1908, dal 1947 è organizzato dalla Federação Paraibana de Futebol (FPF).

## Stagione 2025
- Auto Esporte-PB (João Pessoa)
- Botafogo-PB (João Pessoa)
- Campinense (Campina Grande)
- Esporte-PB (Patos)
- Nacional-PB (Patos)
- Picuiense (Picuí)
- Pombal (Pombal)
- Serra Branca (Campina Grande)
- Sousa (Sousa)
- Treze (Campina Grande)

## Albo d'oro
- 1908 Parahyba FC
- 1909 Parahyba United
- 1910 CA Parahybano
- 1911 Parahyba Sport
- 1912 Red Cross
- 1913 América
- 1914 Brasil
- 1915 Cabo Branco
- 1916 Brasil
- 1917 Colégio Pio X
- 1918 Cabo Branco
- 1919 Palmeiras
- 1920 Cabo Branco
- 1921 Palmeiras
- 1922 non disputato
- 1923 América
- 1924 Cabo Branco
- 1925 América
- 1926 Cabo Branco
- 1927 Cabo Branco
- 1928 Palmeiras
- 1929 Cabo Branco
- 1930 non disputato
- 1931 Cabo Branco
- 1932 Cabo Branco
- 1933 Palmeiras
- 1934 Cabo Branco
- 1935 Palmeiras
- 1936 Botafogo
- 1937 Botafogo
- 1938 Botafogo
- 1939 Auto Esporte
- 1940 Treze
- 1941 Treze
- 1942 Astréa
- 1943 Astréa
- 1944 Botafogo
- 1945 Botafogo
- 1946 Felipeia
- 1947 Botafogo
- 1948 Botafogo
- 1949 Botafogo
- 1950 Treze
- 1951 non disputato
- 1952 Red Cross
- 1953 Botafogo
- 1954 Botafogo
- 1955 Botafogo
- 1956 Auto Esporte
- 1957 Botafogo
- 1958 Auto Esporte
- 1959 Estrela do Mar
- 1960 Campinense
- 1961 Campinense
- 1962 Campinense
- 1963 Campinense
- 1964 Campinense
- 1965 Campinense
- 1966 Treze
- 1967 Campinense
- 1968 Botafogo
- 1969 Botafogo
- 1970 Botafogo
- 1971 Campinense
- 1972 Campinense
- 1973 Campinense
- 1974 Campinense
- 1975 Botafogo e Treze
- 1976 Botafogo
- 1977 Botafogo
- 1978 Botafogo
- 1979 Campinense
- 1980 Campinense
- 1981 Treze
- 1982 Treze
- 1983 Treze
- 1984 Botafogo
- 1985 non assegnato
- 1986 Botafogo
- 1987 Auto Esporte
- 1988 Botafogo
- 1989 Treze
- 1990 Auto Esporte
- 1991 Campinense
- 1992 Auto Esporte
- 1993 Campinense
- 1994 Sousa
- 1995 Santa Cruz
- 1996 Santa Cruz
- 1997 Confiança
- 1998 Botafogo
- 1999 Botafogo
- 2000 Treze
- 2001 Treze
- 2002 Atlético Cajazeirense
- 2003 Botafogo
- 2004 Campinense
- 2005 Treze
- 2006 Treze
- 2007 Nacional
- 2008 Campinense
- 2009 Sousa
- 2010 Treze
- 2011 Treze
- 2012 Campinense
- 2013 Botafogo
- 2014 Botafogo
- 2015 Campinense
- 2016 Campinense
- 2017 Botafogo
- 2018 Botafogo
- 2019 Botafogo
- 2020 Treze
- 2021 Campinense
- 2022 Campinense
- 2023 Treze
- 2024 Sousa
- 2025 Sousa

## Titoli per squadra
Le squadre contrassegnate da un asterisco (*) sono inattive.
| Squadra               | Città          | Titoli |
| --------------------- | -------------- | ------ |
| Botafogo              | João Pessoa    | 30     |
| Campinense            | Campina Grande | 22     |
| Treze                 | Campina Grande | 17     |
| Cabo Branco *         | João Pessoa    | 10     |
| Auto Esporte          | João Pessoa    | 6      |
| Palmeiras *           | João Pessoa    | 5      |
| Sousa                 | Sousa          | 4      |
| América *             | João Pessoa    | 3      |
| Santa Cruz            | Santa Rita     | 2      |
| Astréa *              | João Pessoa    | 2      |
| Red Cross *           | João Pessoa    | 2      |
| Brasil *              | João Pessoa    | 2      |
| Nacional              | Patos          | 1      |
| Atlético Cajazeirense | Cajazeiras     | 1      |
| Confiança *           | Sapé           | 1      |
| Estrela do Mar *      | João Pessoa    | 1      |
| Felipeia *            | Bayeux         | 1      |
| Parahyba *            | João Pessoa    | 1      |
| Parahyba United *     | João Pessoa    | 1      |
| CA Parahybano *       | João Pessoa    | 1      |
| Parahyba Sport *      | João Pessoa    | 1      |
| Colégio Pio X *       | João Pessoa    | 1      |